# Microscapha nepalensis
Microscapha nepalensis là một loài bọ cánh cứng trong họ Melandryidae. Loài này được Nikitsky miêu tả khoa học năm 1992.